# Karin A

Karin A (også Kanine A) var en 4.000 ton fragtskib med 50 ton våben der blev opbragt af Israel Defense Forces (IDF) den 3. januar 2002.

## Destination
Våbenladningen var højest sandsynligvis på vej til det palæstinensiske hjemmestyre på Gazastriben – hvilket ville have været et brud på Oslo-aftalen. Imidlertid benægtede den palæstinensiske leder Yassir Arafat ethvert kendskab til sendingen. Nogle andre kilder antyder at våbnene kunne have været på vej til Hizbollah i Libanon.

## Ladning
Skibet alene havde en værdi på omkring $400.000, og den civile last brugt til at skjule våbenladningen omkring $3.000.000. Skibets egentlige last, våbnene, havde en værdi på omkring $15.000.000. Våbnene bestod af bl.a. Katjusja-raketter, mortérer, snigskytte geværer, ammunition, landminer, panserværnsmissiler så vel som 2,5 ton koncentreret sprængstof. Generalmajor Yedidya Yaari, leder af det israelske søværn, oplyser at våbnene var pakket i 83 containers indpakket i vandtæt plastik og ophængt på bøjer der kunne holde dem flydende og tillade aflastning og opsamling til søs.
Kl. 04:45 den 3. januar overraskede og stormede israelske marinespecialenheder Karin A i det Røde Hav omkring 500 kilometer fra Israel. Israelerne fik overtaget skibet og sejlede det til havnebyen Eilat i løbet af natten den 4. januar.
Kaptajnen på skibet var Omar Akawi – en Fatah-aktivist siden 1976, og tidligere medlem af den palæstinensiske ledelse. Ifølge det libanesiske dagblad The Daily Star så var køberen af våbnene
Adel Salameh (Adel 'Moghrabi`) – en tidligere medlem af Yassir Arafats inderkreds indtil de tidligere 1980ere.
Ifølge israelske kilder var skibet købt i Libanon, sejlet til Iran hvor det blev lastet med våben på øen Kish. Derfra var det sejlet gennem Omanbugten, det Arabiske Hav, Adenbugten og det Røde Hav.

## References
1. ↑  The Strange Affair of Karine-A, Brian Whitaker, Guardian Unlimited, January 21 2002.

## External links
- Israeli Ministry of Foreign Affairs briefing (engelsk)
- Weapons Found on 'Karine-A' and 'Santorini' (engelsk)